# یابووننا-کولونگا
یابووننا-کولونگا (به لاتین: Jabłonna-Kolonia) یک روستا در لهستان است که در گمینا یابووننا لاتسکا واقع شده‌است. یابووننا-کولونگا ۱۰۲ نفر جمعیت دارد.